# Perovskit

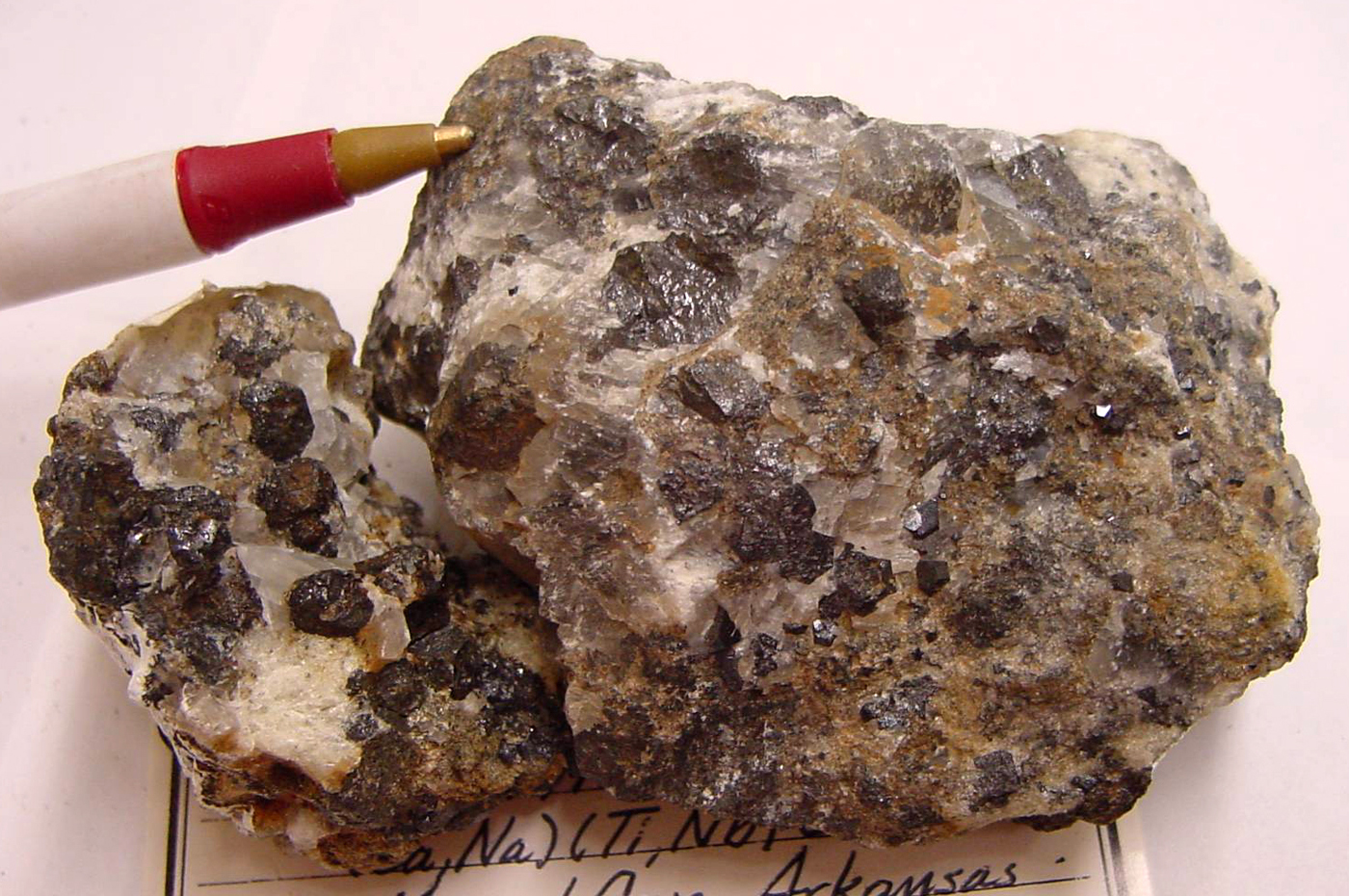
Perovskit

Perovskitul este un mineral specific al unei familii mari de materiale oxidice CaTiO3 fiind prima oară descris în 1830 de către geologul Gustav Rose. Denumirea de perovskit a fost dată după numele faimosului mineralog rus, contele Lev Aleksevici von Perovski. Mineralul este un oxid de calciu și titan, el ar cristaliza din punct de vedere teoretic în sistemul cubic. In structura perovskitului apar însă asimetrii din cauza distanței diferite dintre ionii de Ca2+-, acest fenomen determină în sistemul ortorombic o structură pseudocubică. Culoarea mineralui are nuanțe metalice de la brun roșcat până la negru.

## Istoric

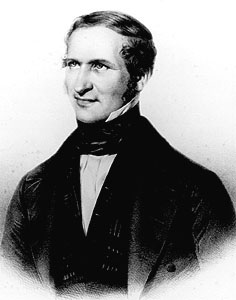
Gustav Rose

Prima descriere a mineralului datează din anul 1839 de mineralogul german Gustav Rose (1798–1873). El descoperă mineralul într-o geodă a unui eșantion, care provenea din Ahmatovsk, o localitate lângă Zlatoust (Ural) din regiunea Celiabinsk, Rusia. Rose descrie aspectul mineralului, stabilind duritatea de 5,5 pe scara lui Mohs. Determină de asemenea densitatea și compoziția chimică a lui, numind mineralul după mineralogul și politicianul rus Lev Alexeievici Perovski (1792–1856). După constituirea asociației International Mineralogical Association mineralul este recunoscut pe plan internațional sub numele de oxid de calciu și titan (CaTiO3).